# Lijst van voetbalinterlands Ethiopië - Libië
Deze lijst van voetbalinterlands is een overzicht van alle officiële voetbalwedstrijden tussen de nationale teams van Ethiopië en Libië. De landen hebben tot op heden negen keer tegen elkaar gespeeld. De eerste wedstrijd, een kwalificatiewedstrijd voor het Wereldkampioenschap voetbal 1970, vond plaats op 26 januari 1969 in Tripoli. Het laatste duel, een groepswedstrijd tijdens het African Championship of Nations 2022, werd gespeeld in Annaba (Algerije) op 21 januari 2023.

## Wedstrijden
| № | Plaats       | Datum             | Competitie                           | Wedstrijd        | Uitslag |
| - | ------------ | ----------------- | ------------------------------------ | ---------------- | ------- |
| 1 | Tripoli      | 26 januari 1969   | WK 1970 kwalificatie                 | Libië − Ethiopië | 2 − 0   |
| 2 | Addis Abeba  | 9 februari 1969   | WK 1970 kwalificatie                 | Ethiopië − Libië | 5 − 1   |
| 3 | Tripoli      | 16 september 1979 | Afrika Cup 1980 kwalificatie         | Libië − Ethiopië | 2 − 1   |
| 4 | Addis Abeba  | 30 september 1979 | Afrika Cup 1980 kwalificatie         | Ethiopië − Libië | 1 − 1   |
| 5 | Addis Abeba  | 1 mei 1983        | Vriendschappelijk                    | Ethiopië − Libië | 1 − 0   |
| 6 | Addis Abeba  | 3 september 2006  | Afrika Cup 2008 kwalificatie         | Ethiopië − Libië | 1 − 0   |
| 7 | Tripoli      | 17 juni 2007      | Afrika Cup 2008 kwalificatie         | Libië − Ethiopië | 3 − 1   |
| 8 | Bloemfontein | 13 januari 2014   | African Championship of Nations 2014 | Libië − Ethiopië | 2 − 0   |
| 9 | Annaba       | 21 januari 2023   | African Championship of Nations 2022 | Libië − Ethiopië | 3 − 1   |

## Samenvatting
| Competitie                      | Totaal gespeeld | Winst Ethiopië | Gelijk | Winst Libië | Doelsaldo Ethiopië – Libië |
| ------------------------------- | --------------- | -------------- | ------ | ----------- | -------------------------- |
| WK-kwalificatie                 | 2               | 1              | 0      | 1           | 5 − 3                      |
| Afrika Cup-kwalificatie         | 4               | 1              | 1      | 2           | 4 − 6                      |
| African Championship of Nations | 2               | 0              | 0      | 2           | 1 − 5                      |
| Vriendschappelijk               | 1               | 1              | 0      | 0           | 1 − 0                      |
| Totaal                          | 9               | 3              | 1      | 5           | 11 − 14                    |

Wedstrijden bepaald door strafschoppen worden, in lijn met de FIFA, als een gelijkspel gerekend.
EFF · 
A-internationals · 
Ethiopisch vrouwenelftal · Olympisch elftal
1940 – 1949 · 
1950 – 1959 · 
1960 – 1969 · 
1970 – 1979 · 
1980 – 1989 · 
1990 – 1999 · 
2000 – 2009 · 
2010 – 2019 ·
2020 − 2029
Algerije ·
Angola ·
Benin ·
Botswana ·
Burkina Faso ·
Burundi ·
Centraal-Afrikaanse Republiek ·
Comoren ·
Congo-Brazzaville ·
Congo-Kinshasa ·
Djibouti ·
Egypte ·
Ghana ·
Griekenland ·
Guinee ·
Guinee-Bissau ·
Guyana ·
Israël ·
Ivoorkust ·
Jemen ·
Joegoslavië ·
Kaapverdië ·
Kameroen ·
Kenia ·
Lesotho ·
Liberia ·
Libië ·
Madagaskar ·
Malawi ·
Mali ·
Marokko ·
Mauritanië ·
Mauritius ·
Mozambique ·
Namibië ·
Niger ·
Nigeria ·
Oeganda ·
Rwanda ·
Sao Tomé en Principe ·
Senegal ·
Seychellen ·
Sierra Leone ·
Soedan ·
Somalië ·
Tanzania ·
Togo ·
Tsjaad ·
Tunesië ·
Turkije ·
Zambia ·
Zimbabwe ·
Zuid-Afrika ·
Zuid-Jemen ·
Zuid-Soedan
LFF · A-internationals · Bondscoaches · Libisch vrouwenelftal · Olympisch elftal
1960 – 1969 · 
1970 – 1979 · 
1980 – 1989 · 
1990 – 1999 · 
2000 – 2009 · 
2010 – 2019 ·
2020 − 2029
1964 · 
1965 · 
1966 · 
1967 · 
1968 · 
1969 · 
1970 · 
1971 · 
1972 · 
1973 · 
1974 · 
1975 · 
1976 · 
1977 · 
1978 · 
1979 · 
1980 · 
1981 · 
1982 · 
1983 · 
1984 · 
1985 · 
1986 · 
1987 · 
1988 · 
1989 · 
1990 · 
1991 · 
1992 · 
1993 · 
1994 · 
1995 · 
1996 · 
1997 · 
1998 · 
1999 · 
2000 · 
2001 · 
2002 · 
2003 · 
2004 · 
2005 · 
2006 · 
2007 · 
2008 · 
2009 · 
2010 · 
2011 · 
2012 · 
2013 ·
2014 ·
2015 ·
2016 ·
2017 ·
2018 ·
2019 ·
2020 ·
2021 ·
2022 ·
2023
Algerije ·
Angola ·
Argentinië ·
Bahrein ·
Benin ·
Botswana ·
Burkina Faso ·
Canada ·
Centraal-Afrikaanse Republiek ·
Comoren ·
Congo-Brazzaville ·
Congo-Kinshasa ·
Egypte ·
Equatoriaal-Guinea ·
Ethiopië ·
Gabon ·
Gambia ·
Ghana ·
Griekenland ·
Guinee ·
Indonesië ·
Irak ·
Iran ·
Ivoorkust ·
Jemen ·
Jordanië ·
Kaapverdië ·
Kameroen ·
Kazachstan ·
Kenia ·
Koeweit ·
Lesotho ·
Libanon ·
Liberia ·
Malawi ·
Maleisië ·
Mali ·
Malta ·
Marokko ·
Mauritanië ·
Mauritius ·
Mozambique ·
Myanmar ·
Namibië ·
Niger ·
Nigeria ·
Oeganda ·
Oekraïne ·
Oman ·
Palestina ·
Polen ·
Qatar ·
Rwanda ·
Sao Tomé en Principe ·
Saoedi-Arabië ·
Senegal ·
Seychellen ·
Soedan ·
Swaziland ·
Syrië ·
Tanzania ·
Thailand ·
Togo ·
Tsjaad ·
Tunesië ·
Turkije ·
Uruguay ·
Verenigde Arabische Emiraten ·
Wit-Rusland ·
Zambia ·
Zimbabwe ·
Zuid-Afrika ·
Zuid-Korea